# Сарматское барокко

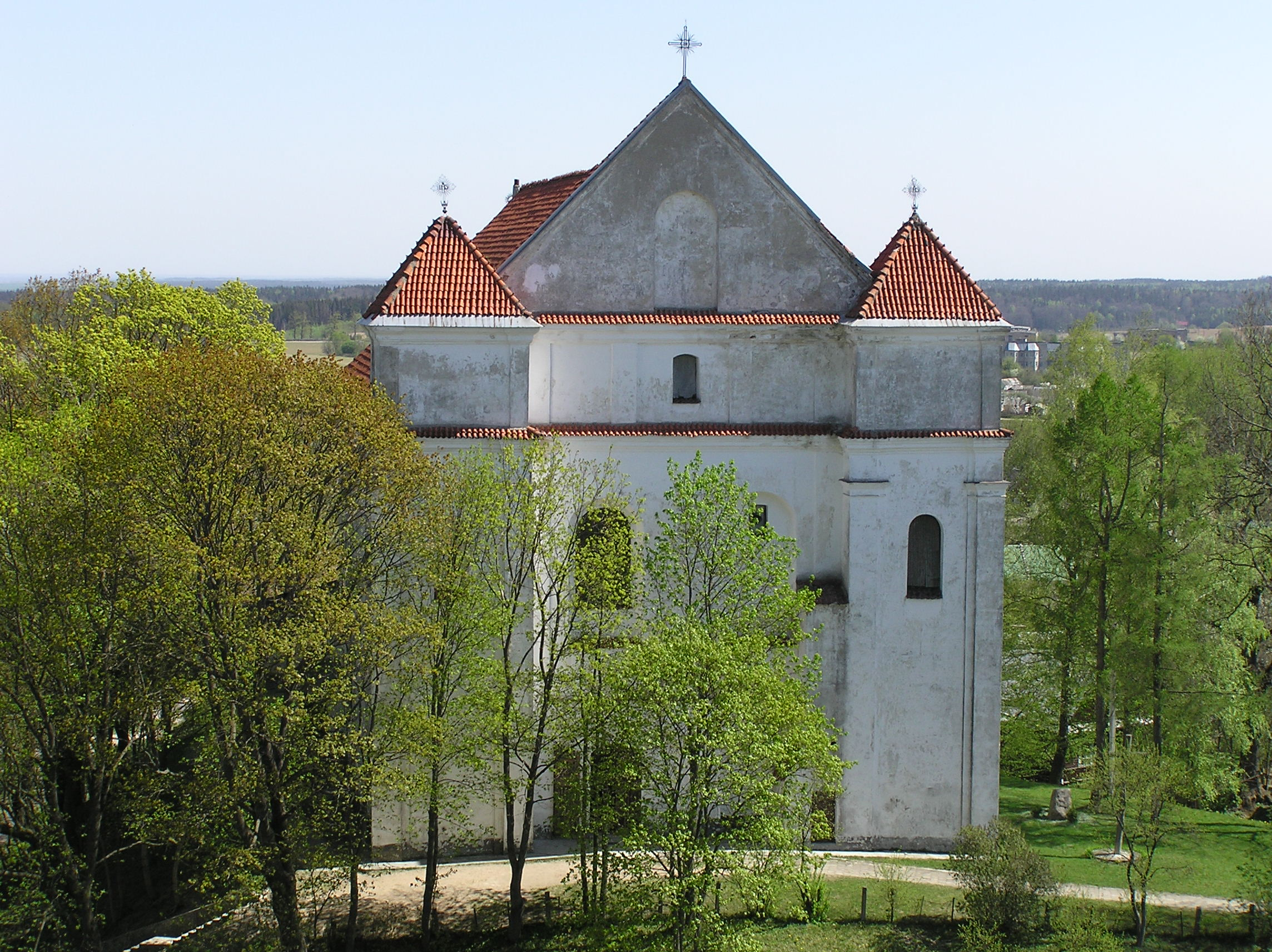
Фарный костёл в Новогрудке

Сарма́тское баро́кко — аскетическая вариация архитектуры барокко, получившая распространение на территории великого княжества Литовского в конце XVII — начале XVIII веков. Для «сарматского барокко» характерны «выразительная массивная пластика форм» и общая ориентация на средневековую традицию. Термин придуман искусствоведом Тамарой Габрусь.
Барочные формы до предела геометризуются и упрощаются, в оформление фасадов вводятся ренессансные, готические и даже романские элементы. Силуэты храмов массивны, иногда они напоминают миниатюрные крепости, их декор нарочито строг. Лаконичное оформление фасадов зачастую контрастирует с пышным лепным интерьером.
В памятниках сарматского барокко принято видеть отражение идеологии сарматизма, идеализировавшей патриархальный образ жизни средневековых предков польско-литовских шляхтичей. В 1720-е годы примитивизация барочных форм вышла из моды, на смену грузному сарматскому пришло лёгкое и пышное виленское барокко.
К числу наиболее значительных памятников «сарматской» группы относятся Фарный костёл в Новогрудке (1714—1723), Воскресенская церковь в Клецке (1683), костел в Михалишках (Гродненская область, 1662—1684), Троицкий костёл в Засвири (1713—1714, Минская область), костёл бернардинок в Слониме (1670), костёл доминиканцев в Гродно. Изначальная строгость архитектурного решения таких памятников, как Свято-Духовский собор в Минске и монастырь кармелитов в Мстиславле, была смягчена при последующих перестройках.
Термин «сарматское барокко» применяется также для характеристики польской литературы того времени.